# Declana feredayi
Declana feredayi är en fjärilsart som beskrevs av Butler 1877. Declana feredayi ingår i släktet Declana och familjen mätare. Inga underarter finns listade i Catalogue of Life.